# Pelle Svanslös i Amerika
Pelle Svanslös i Amerika är en barnbok skriven av Gösta Knutsson som kom ut 1941. Det är den tredje boken om Pelle Svanslös.
Delar av boken låg till grund för den tecknade långfilmen Pelle Svanslös i Amerikatt från 1985.